# Gasherbrum
De Gasherbrum is een bergmassief in de Pakistaanse Karakoram-bergketen. Het massief bevat enkele van de hoogste toppen ter wereld, waaronder drie achtduizenders.

## Ligging
Ten zuidwesten van de Gasherbrum stroomt de Baltorogletsjer, een van de langste gletsjers buiten de poolgebieden. In het westen wordt het Gasherbrummassief begrensd door de kleinere Godwin Austengletsjer, een zijgletsjer van de Baltorogletsjer. De Godwin Austengletsjer scheidt de Gasherbrum van de nog hogere K2. De samenkomst van de twee gletsjers wordt Concordia genoemd. Hier ligt het basiskamp van de meeste klimexpedities naar zowel de Gasherbrum, de K2 als andere hoge toppen.
Ten noordwesten van de Gasherbrum ligt de Shaksgamvallei, die onder Chinees bestuur staat maar ook door India wordt geclaimd. De gletsjers van de noordwestflank stromen tot op de dalbodem van deze vallei.
In het zuiden zit het Gasherbrummassief vast aan de 7312 m hoge Baltoro Kangri (Golden Throne). In het zuidoosten zit de Gasherbrum vast aan de Siachen Muztagh-bergketen.

## Geschiedenis
De Karakoram-bergketen kwam vanwege zijn afgelegen ligging pas halverwege de 19e eeuw onder de aandacht van Westerse landmeters. Tijdens de Great Trigonometrical Survey, een project dat ten doel had heel Brits-Indië nauwkeurig op te meten, noemde de Britse officier Thomas George Montgomerie de vijf toppen van de Karakoram K1, K2, K3, K4 en K5. De letter K stond voor Karakoram. Vandaag de dag is de K1 bekend als de Masherbrum, de K3 als Broad Peak, de K4 als Gasherbrum II en de K5 als Gasherbrum I. Alleen de K2, de op een na hoogste berg in de wereld, heeft sindsdien nog geen echte naam gekregen maar is nog steeds onder het nummer van Montgomerie bekend.

## Enkele toppen
| Top            | Hoogte | Latitude (N) | Longitude (O) | Prominentie (m) |
| -------------- | ------ | ------------ | ------------- | --------------- |
| Gasherbrum I   | 8080   | 35°43′27″    | 76°41′48″     | 2155            |
| Broad Peak     | 8047   | 35°48′35″    | 76°34′06″     | 1701            |
| Gasherbrum II  | 8035   | 35°45′27″    | 76°39′15″     | 1523            |
| Gasherbrum III | 7952   | 35°45′34″    | 76°38′31″     | 355             |
| Gasherbrum IV  | 7925   | 35°45′39″    | 76°37′00″     | 725             |
| Gasherbrum V   | 7147   | 35°43′45″    | 76°36′48″     | 654             |
| Gasherbrum VI  | 6979   | 35°42′30″    | 76°37′54″     | 520             |